# Selma Sundelius-Lagerström
Selma Angelika Ophelia Sundelius-Lagerström, född Sundelius den 26 november 1859 i Nysund, Värmland, död den 5 oktober 1927 i Hjo, var en svensk psalmförfattare.
Fadern Johan Wilhelm Sundelius var präst och från 1862 bodde familjen i Lekvattnet. På grund av faderns alkoholproblem vistades Selma Sundelius ibland i Torsby prästgård eller i Dalsland samt bodde till slut hos makarna Hultkrantz på Björnö herrgård i Gillberga socken. Efter att ha kommit i kontakt med Svenska Missionsförbundet gifte hon sig 1886 med Johannes Lagerström, som var lärare vid Missionsförbundets missionsskola i Kristinehamn, från 1890 i Stockholm. 
Under 1880-talet skrev hon många sånger, bland annat Kristus lever – underbara ord, diktad 1884, under signaturen S. S.  Hon utgav också diktsamlingen Blommor i törnehäcken (1896). På 1890-talet fick båda makarna psykiska problem, och 1894 måste mannen lämna sin tjänst. Redan före hans död 1905 blev Selma Sundelius-Lagerström inlagd på mentalsjukhus i Vadstena, där hon fick stanna i omkring 25 år. Men från 1924 bodde hon hos en väninna i Hjo.